# معاملة المثليين في كينيا
يواجه الأشخاص من المثليين والمثليات ومزدوجي التوجه الجنسي والمتحولين جنسياً (اختصاراً: LGBT) في كينيا تحديات قانونية واجتماعية لا يواجهها غيرهم من المغايرين جنسيا. تعتبر السدومية جناية في المادة 162 من قانون العقوبات الكيني، ويعاقب عليها بالسجن لمدة 14 سنة، وأية ممارسات جنسية بين الرجال (تسمى «الفحش الجسيم») جناية بموجب المادة 165 من القانون الأساسي، ويعاقب عليها بالسجن لمدة 5 سنوات. في 24 مايو 2019، رفضت المحكمة العليا في كينيا أمرًا بإعلان عدم دستورية المادتين 162 و 165.
يواجه الأشخاص من مجتمع المثليين وصمة عار بين السكان. كما أن المنازل التي يعيش فيها الشركاء المثليون غير مؤهلة للحصول على نفس الحماية القانونية المتاحة للأزواج المغايرين، مع وجود عدة تقارير تتحدث عن مستوى عالي من التمييز والانتهاكات ضد مجتمع المثليين. لا تعترف الدولة قانونيا بالعلاقات المثلية؛ ويعتبر زواج المثليين محظورا بموجب الدستور الكيني منذ عام 2010. لا توجد حماية صريحة ضد التمييز على أساس التوجه الجنسي وهوية جندرية. التبني محظور على الأزواج المثليين.
عانى المتحولون جنسيا تاريخيا من التمييز، ولا توجد أحكام قانونية تتعلق بحقوق المتحولين جنسيا. ومع ذلك، كانت هناك سلسلة من الأحكام القضائية لصالح حقوق المتحولين جنسياً، مثل الحق في تغيير الأسماء التي تظهر في الوثائق القانونية. من غير الواضح حاليًا ما إذا كانت هذه الأحكام تشكل قانونًا موضوعيًا بشأن مسألة تغيير الجنس القانوني.
يعتبر المجتمع الكيني محافظا للغاية، مع حمل أغلبية كبيرة من الناس وجهات نظر سلبية عن مجتمع المثليين. تعتبر المثلية الجنسية «إلى حد كبير من التابوهات والأشياء البغيضة [للقيم الثقافية والأخلاقية» في كينيا. على الرغم من ذلك، تعمل مختلف المنظمات على حماية حقوق المثليين وتحسينها.

## قانونية النشاط الجنسي المثلي

### النظام الأساسي
تعتبر الأفعال الجنسية بين الرجال غير قانونية بموجب القوانين الكينية وتحمل عقوبة قصوى مدتها 14 عامًا، باستثناء 21 عامًا في بعض الظروف المشددة. لم يتم ذكر الأفعال الجنسية بين النساء على وجه التحديد في تلك القوانين، على الرغم من أنه يمكن القول إن مصطلح «شخص» محايد جنسانيا في المادة 162 من قانون العقوبات يشمل النساء. في الواقع، دعا رئيس الوزراء رايلا أودينغا في 28 نوفمبر 2010 إلى اعتقالهم إلى جانب الرجال المثليين.
ينص قانون العقوبات الكيني لعام 1930، بصيغته المنقحة في عام 2006، على ما يلي:
- القسم 162. الجرائم غير الطبيعية.

أي شخص -
(أ) لديه معرفة جسدية من أي شخص ضد نظام الطبيعة؛ أو
(ج) يسمح للشخص الذكر بأن يكون لديه علم جسدي به أو لها ضد نظام الطبيعة، مذنب بجناية ويكون عرضة للسجن لمدة 14 عامًا:
شريطة أن يكون مرتكب الجريمة، في حالة وجود جريمة بموجب الفقرة (أ)، عرضة للسجن لمدة 21 سنة إذا -
(1) ارتكبت الجريمة دون موافقة الشخص الذي كان معروفًا بالخطر. أو
(2) ارتكبت الجريمة بموافقة ذلك الشخص ولكن تم الحصول على الموافقة بالقوة أو عن طريق التهديد أو التخويف من نوع ما، أو الخوف من الأذى الجسدي، أو عن طريق تقديم ادعاءات كاذبة عن طبيعة الفعل.
- القسم 163. محاولة ارتكاب جرائم غير طبيعية.

أي شخص يحاول ارتكاب أي من الجرائم المحددة في المادة 162 مذنب بارتكاب جناية ويكون عرضة للسجن لمدة 7 سنوات.
القسم 165. الممارسات غير اللائقة بين الرجال.
أي شخص من الرجال، سواء في القطاع العام أو الخاص، يرتكب أي فحش جسيم مع شخص ذكر آخر، أو يحث شخصًا آخر من الرجال على ارتكاب أي فعل بذيء جسيم معه، أو يحاول ارتكاب أي فعل من هذا القبيل من قبل أي ذكر. فإن الشخص نفسه أو مع شخص ذكر آخر، سواء في القطاع العام أو الخاص، مذنب بارتكاب جناية ويكون عرضة للسجن لمدة خمس سنوات.
قدمت لجنة كينيا لحقوق الإنسان تقريراً في عام 2011 حول كيف أن هذه القوانين لها آثار غير مباشرة ولكنها ضارة للغاية على الأشخاص من مجتمع المثليين، قائلة،
تظل الممارسات الجنسية المثلية مجرّمة... وعلى الرغم من وجود عدد قليل من الإدانات بناءً على المواد من 162 إلى 165 من قانون العقوبات... فإن الأشخاص المثليين والمثليات ومزدوجي التوجه الجنسي والمتحولين جنسيا يتعرضون للمضايقة بشكل روتيني على أيدي الشرطة، المحتجزين في منازل الحبس الاحتياطي بعد انتهاء الفترة الدستورية دون توجيه تهم إليهم فضل ضدهم، ويقدم في المحكمة بتهم ملفقة. يرتبط ارتباطًا وثيقًا بهذا الأمر، وهو عبارة عن مجموعة من مسؤولي الشرطة الفاسدين الذين يبتزون الأشخاص من مجتمع المثليين بشكل روتيني مع تهديدهم بالاعتقال والسجن إذا لم يقدموا هذه الرشوة. ... غالبًا ما يطلب العاملون في مجال الجنس من المثليين، ومعظمهم من الرجال الذين يمارسون الجنس مع الرجال رشاوى ومفاضلات جنسية من قبل رجال الشرطة الذكور مقابل حريتهم وأمنهم. ... يتم اتهام أولئك الذين يتقاعسون عن تقديم رشاوى أو خدمات جنسية بالتهم المنسوبة وبالاغتصاب في بعض الأحيان من قبل ضباط أمن الدولة.

### الأحكام الدستورية
لا يحمي دستور كينيا، الذي دخل حيز التنفيذ في 27 أغسطس 2010، صراحة حقوق الأشخاص من مجتمع المثليين، لأنه وفقًا للخبراء الذين صاغوا الدستور، فإن غالبية الكينيين كانوا سيرفضون الدستور في الاستفتاء لاعتماده.
ومع ذلك، يجادل كثيرون بأن قوانين كينيا التي تميز ضد المثليين جنسياً غير دستورية ولاغية بسبب حماية الدستور الواسعة للحقوق المدنية والإنسانية. بيتر أنامينيي، المدير الوطني ل«فيبا راديو» كينيا، وتوقع في يونيو 2011 أنه في غضون 18 شهرا سيكون هناك تحديا للدستورية قانون العقوبات كينيا.

#### المادة 2
تنص المادة 2 من دستور كينيا، في الفقرة (5)، على أن «القواعد العامة للقانون الدولي تشكل جزءًا من قانون كينيا»، وفي الفقرة (6)، «[أ] معاهدة أو اتفاقية صادقت عليها تشكل كينيا جزءًا من قانون كينيا بموجب هذا الدستور». في الفقرة (4)، ينص الدستور على أن «القانون الجديد، بما في ذلك القانون العرفي، الذي يتعارض مع [الدستور] باطل إلى حد التناقض، وأي عمل أو إهمال يتعارض مع الدستور [ غير صالح.» يسرد قسم لاحق من مقالة ويكيبيديا هذه التزامات كينيا بموجب القانون الدولي والمعاهدات المتعلقة بحقوق المثليين. وبقدر ما ينتهك أي قانون كيني التزامات كينيا الطوعية أو غير الطوعية بموجب القانون الدولي، يمكن القول إن القانون باطل بموجب المادة 2.

#### المادة 10
تنص المادة 10 (2) (ب) من دستور كينيا على أن «القيم والمبادئ الوطنية للحكم تشمل... كرامة الإنسان، والإنصاف، والعدالة الاجتماعية، والشمول، والمساواة، وحقوق الإنسان، وعدم التمييز وحماية التهميش....» فيما يتعلق بهذا الحكم، «هناك حقًا، هناك أساس ثابت [من أجل] أن يحاجج ضد انتهاك كرامة [الأشخاص المثليين... على أساس الجندر أو التوجه الجنسي. هي أرض صلبة للتنافس على الإدماج وعدم التمييز والمساواة أيضًا».

#### المادة 19
تنص المادة 19 من دستور كينيا على ما يلي:
(1) شرعة الحقوق [المواد 19-59] جزء لا يتجزأ من الدولة الديمقراطية في كينيا وهي إطار للسياسات الاجتماعية والاقتصادية والثقافية.
(2) الغرض من الاعتراف بحقوق الإنسان والحريات الأساسية وحمايتها هو الحفاظ على كرامة الأفراد والمجتمعات وتعزيز العدالة الاجتماعية وتحقيق إمكانات جميع البشر.

#### المادة 20
تشترط المادة 20 (3) (ب) من دستور كينيا على المحاكم، عند تطبيق حكم من قانون الحقوق، أن "تعتمد التفسير القانوني الذي يحبذ في الغالب إنفاذ الحق أو الحرية الأساسية". فيما يتعلق بهذا المقال، يقول ماكاو موتوا، رئيس لجنة كينيا لحقوق الإنسان وعميد كلية الحقوق بكلية بوفالو في جامعة ولاية نيويورك، إنه "في حالة التنافس على حق ما، يجب على المحاكم أن تأخذ التفسير الأكثر ليبرالية" من القانون لتجنب إنكار الحق".

#### المادة 24
تنص المادة 24 (1) من دستور كينيا على أنه «لا يجوز تقييد الحق أو الحرية الأساسية في شرعة الحقوق إلا بموجب القانون، ثم فقط إلى الحد الذي يكون فيه التقييد معقولًا وله ما يبرره في إطار منفتح وديمقراطي المجتمع القائم على الكرامة الإنسانية والمساواة والحرية، مع مراعاة جميع العوامل ذات الصلة....»

#### المادة 27
تنص المادة 27 من دستور كينيا على ما يلي:
1. كل شخص متساو أمام القانون وله الحق في الحماية المتساوية والمزايا المتساوية للقانون.
2. تشمل المساواة التمتع الكامل والمتساوي بجميع الحقوق والحريات الأساسية.
3. للنساء والرجال الحق في المساواة في المعاملة، بما في ذلك الحق في تكافؤ الفرص في المجالات السياسية والاقتصادية والثقافية والاجتماعية.
4. لا يجوز للدولة التمييز بشكل مباشر أو غير مباشر ضد أي شخص على أي أساس، بما في ذلك العرق أو الجنس أو الحمل أو الحالة الزوجية أو الحالة الصحية أو الأصل الإثني أو الاجتماعي أو اللون أو العمر أو الإعاقة أو الدين أو الضمير أو المعتقد أو الثقافة أو اللباس أو اللغة أو الولادة.
5. لا يجوز لأي شخص التمييز بشكل مباشر أو غير مباشر ضد أي شخص آخر لأي من الأسباب المحددة أو المنصوص عليها في الفقرة (4).

فيما يتعلق بهذه المادة، قال صندوق تكافؤ الحقوق ولجنة كينيا لحقوق الإنسان غير الحكومية في عام 2012،
في حين أن الدستور لا ينص صراحة على عدم التمييز على أساس الميل الجنسي والهوية الجنسية، إلا أن هناك مجالًا لتصحيح هذا من خلال المحاكم أو التشريعات اللاحقة. تنص المادة 27 (4) من دستور كينيا 2010 على أن «الدولة لن تميز بشكل مباشر أو غير مباشر على أي أساس، بما في ذلك [الخصائص المدرجة في القائمة]»، في حين تنص المادة 27 (5) على أنه لا يجوز للأشخاص التمييز ضد أي من الأسباب «محدد أو مذكور في الفقرة (4)». على هذا النحو المحدد، يجب أن يُقرأ حظر التمييز من قِبل كل من الدولة والجهات الفاعلة من غير الدول على أنه يشمل التوجه الجنسي والهوية الجندرية.
في عرض مايو 2012 المقدم إلى لجنة حقوق الإنسان التابعة للأمم المتحدة، وافقت حكومة كينيا على هذا التفسير للمادة 27 (4).
يقول ماكاو موتوا إن قانون العقوبات الكيني غير دستوري بموجب هذه المادة. قال،
تنص المادة 27، وهي الحماية المتساوية للدستور، على أن «كل شخص» «متساو أمام القانون» وله «الحق في الحماية المتساوية» أمام القانون. هذه حماية لا لبس فيها، صريحة، ومضمنة ضد التمييز. لا تستبعد المادة المثليين جنسياً من نطاق الحماية الدستورية. علاوة على ذلك، تحظر المادة 27 (4) التمييز على أساس «الجنس». من المفهوم أن حظر التمييز على أساس الجنس يشمل التوجه الجنسي. يزيل الدستور كل مجال للمناورة عن طريق حظر كل من التمييز المباشر وغير المباشر.

#### المادة 28
تنص المادة 28 من دستور كينيا على أن «كل شخص لديه كرامة متأصلة وحق في احترام هذه الكرامة وحمايتها». تقدم هذه المقالة «دفعة جديدة لحقوق مجتمع المثليين».

#### المادة 31
تنص المادة 31 من دستور كينيا على أن «لكل شخص الحق في الخصوصية ....»

### جهود إلغاء التجريم
في عام 2013، افتتحت الكنيسة العالمية المؤكدة في نيروبي، لتصبح أول كنيسة للمثليين مفتوحة في البلاد. تعتبر الكنيسة مكانًا نادرًا حيث يمكن لمجتمع المثليين في كينيا من الهروب من العداء من المجتمع. في عام 2016، أمرت محكمة التوظيف والعلاقات في بلدة نيري الكينية الأمريكيين بالكنيسة الأنغليكانية في كينيا بإعادة ثلاثة كهنة تم تعليقهم في عام 2015 بعد ظهور مزاعم بأنهم مثليون جنسيا. قام الكهنة في وقت لاحق بمقاضاة الأسقف جوزيف كاغوندا من أبرشية جبل كينيا الغربية، وتم الاتفاق لاحقًا على تسوية القضية من خلال الوساطة. في ديسمبر 2018، أعلن أن الكنيسة الأنغليكانية في كينيا قد منحت كل من الكهنة الثلاثة تعويضات فردية قدرها 6.8 مليون شلن.
استمعت المحكمة العليا في كينيا لطعن قانوني ضد لجنة حقوق المثليين والمثليات الوطنية في كينيا يومي 22 و 23 فبراير 2018، والتي قدمته اللجنة الوطنية لحقوق الإنسان للمثليين والمثليات، وجادلوا بأن أجزاء من قانون العقوبات الكيني تخرق الدستور وحرمان من الحقوق الأساسية للمواطنين الكينيين. تسعى قضية «إريك غيتاري ضد المدعي العام وآخرون» (التماس رقم 150 لعام 2016) في عام 2016، إلى إلغاء القسمين 162 (أ) و (ج) والقسم 165 من قانون العقوبات (الفصل 63) الذي يجرم العلاقات الجنسية بين البالغين المنراضين. صرح إريك غيتاري، المدير التنفيذي للجنة حقوق المثليين والمثليات الوطنية في كينيا -ومقدم الالتماس الرئيسي- بأن أقسام قانون العقوبات تستخدم لتبرير العنف ضد المثليين في كينيا. استمع القسم الدستوري للمحكمة العليا في كينيا إلى مذكرات من كلا الطرفين يوم 25 أكتوبر بشأن أهمية قرار المحكمة العليا الهندية بتشريع المثلية الجنسية عن طريق إسقاط المادة 377 إلى كينيا، بالنظر إلى أن كلا البلدين يتشاركان في القانون - يرجع تاريخهما إلى إلى أيام الحكم الاستعماري البريطاني - التي تجرم «الأفعال الجنسية ضد نظام الطبيعة». كان من المتوقع أن تعلن المحكمة العليا حكمها في 22 فبراير 2019. في الموعد المحدد، تم الإعلان عن تأجيل الحكم إلى 24 مايو 2019. في 24 مايو 2019، رفضت المحكمة العليا في كينيا أمرًا بإعلان عدم دستورية المادتين 162 و 165. تعهد نشطاء المثليين بتقديم استئناف في محكمة الاستئناف ضد هذا الحكم.
في قضية منفصلة، قضت محكمة الاستئناف في مومباسا، في 22 مارس 2018، بأن إجراء الفحوص الشرجية القسرية على الأشخاص المتهمين بالعلاقات المثلية غير دستوري. عكس القرار قرار المحكمة العليا لعام 2016 الذي أيد استخدام السلطات الكينية للفحوص الشرجية القسرية في محاولة لتقديم أدلة على السلوك المثلي. قدمت اللجنة الوطنية لحقوق الإنسان للمثليين والمثليات، وهي منظمة غير حكومية مقرها في نيروبي، طعنًا دستوريًا بعد أن اعتقلت الشرطة رجلين في مقاطعة كوالي في فبراير/شباط 2015 بتهمة المثلية الجنسية، وأخضعتهما للفحوصات الشرجية القسرية، واختبارات فيروس نقص المناعة البشرية، والتهاب الكبد الوبائي بي في مستشفى ماداراكا في مومباسا.

## الاعتراف القانوني بالعلاقات المثلية
تسمح المادة 45 (2) من دستور كينيا حصرا بزواج المغايرين لكنها صامتة بشأن زواج المثليين. «لكل شخص بالغ الحق في الزواج من شخص مغاير، بناءً على الرضا الحر للأطراف».
في أكتوبر 2009، أصبح رجلان كينيان، تشارلز نغينغي ودانييل تشيغ، شريكين مدنيين في حفل أقيم في لندن بالمملكة المتحدة. حظي الحفل باهتمام واسع النطاق في كينيا، وكان معظمه بالغ الأهمية. تعرض أقارب تشيغ للمضايقات الشديدة من قِبل أشخاص يعيشون في قريته جاثيرو في مقاطعة مورانغا.

### شائعة كاذبة حول زواج المثليين وشيك في متوابا
في فبراير 2010، انتشرت شائعة في بلدة متوابا الساحلية بأن رجلين كينيين تزوجا في فندق محلي. أطلقت هذه الشائعات "مطاردة من منزل إلى منزل من جانب الحراس المعادين للمثليين، وهجمات في الشوارع تستهدف الرجال المثليين، وإقالة مركز طبي لمكافحة الإيدز، وموجة آخذة في الاتساع من التغطية الإعلامية الوطنية عن المثلية الجنسية والمثليين". أخذت محطة إذاعية محلية، "كايا اف ام"، القصة وبدأت سلسلة من البرامج على المثليين، والتي "شملت برامج حوارية عبر الهاتف مليئة بخطاب معاد للمثليين والتحريض على العنف". كما قام كل من "بركة اف ام" و "رحمة اف ام" ومحطات الإذاعة الوطنية بما في ذلك كيس اف ام وكلاسيك اف ام بعرض القصة. قبل خمسة أيام من تاريخ حفل الزفاف غير الموجود، ناقش العديد من المفتيين والأئمة حفل الزفاف الوشيك خلال صلاة الجمعة وطلبوا من المجتمع توخي الحذر من المثليين، فأمروا الناس بالتظاهر وطرد المثليين. من متوابا ولضمان عدم وجود حفل زفاف مثلي".
في اليوم السابق لحفل الزفاف الذي لا وجود له، عقد مؤتمرا صحفيا أدين فيه الزفاف من قبل كل من الشيخ علي حسين، المنسق الإقليمي لمجلس الأئمة والخطباء في كينيا، والأسقف لورانس تشاي، الممثل الإقليمي للمجلس الوطني للكنائس في كينيا. لقد حذروا من أن «الرب على وشك معاقبة المدينة الأسرع نمواً في منطقة الساحل. وأنه مهما حدث، لن نسمح بإجراء هذا الزواج في هذه البلدة غدًا. وسنقف بحزم لطرد المثليين الذين يطوفون هذا بلدة كل عطلة نهاية الأسبوع من جميع أنحاء هذا البلد». كما حذروا صاحب أحد المباني في المدينة، الذي زعم أنه كان يستأجر غرفًا للمثليين فقط، بطردهم في غضون سبعة أيام أو مواجهة غضبهم. وندد الاثنان بعيادة متوابا التي يديرها معهد كينيا للأبحاث الطبية، والذي لديه برنامج الإيدز لتقديم المشورة والعلاج للرجال الذين يمارسون الجنس مع الرجال. «نطالب الحكومة بإغلاقه بأثر فوري وإلا سننزل إلى مسؤوليها». تحدث عضو سابق في البرلمان الكيني، عمر ماسومبوكو، أمام الحشد المجتمعين خارج مركز الشرطة. قال إن «المثلية الجنسية يجب أن تتوقف وأن كل الوسائل ستستخدم لتحقيق ذلك». وقال للحشود «لا ينبغي لهم حتى أن يكلفوا عناء إحضار المثليين الذين يجدونهم إلى مركز الشرطة ولكن ينبغي عليهم قتلهم بأنفسهم».

### زواج المثليين بين الإناث التقليدي
يمارس الإناث زواج المثليين بين شعوب غيكويو، ناندي، كامبا، كيبسيغيس، وإلى حد أقل الشعوب المجاورة. حوالي 5-10% من النساء في هذه الشعوب يعيشون في مثل حالات الزواج هذه. ومع ذلك، لا يُنظر إلى هذا على أنه مثلية جنسية، ولكنه بدلاً من ذلك وسيلة للعائلات التي ليس لديها أبناء للحفاظ على ميراثهم داخل الأسرة. تعتبر الزوجات متزوجات، على الرغم من أن المصطلحات المستخدمة بالنسبة لهم هي الحماة والكنّة. تحمل الأنثى «الزوج» («الحمات») اسم العائلة وممتلكاتها، في حين أن الأنثى «الزوجة» («الكنّة») تنجب أطفالًا، بنية إنجاب و. قد تكون المرأة «الزوج» أرملة، ولكن قد يكون لها أيضًا زوج ذكر حي، لكنه لن يكون أبًا لأطفال «الزوجة» الإناث، وهوية الأب البيولوجي، على الرغم من أن يكون قريبًا في كثير من الأحيان، تبقى سرية. مثل حالات الزواج هذه قد تكون متعددة الزوجات؛ في عام 2010، تمت مقابلة امرأة مع خمس زوجات.

## التبني وتنظيم الأسرة
يجعل«قانون الأطفال 2001» المثليين والأزواج غير المتزوجين غير مؤهلين لتبني الأطفال. حتى إذا كان عدم الأهلية هذا لا ينطبق على وجه التحديد، «يجوز للمحكمة أن ترفض إصدار أمر بالتبني فيما يتعلق بأي شخص أو أشخاص إذا كانت راضية لأي سبب من الأسباب أنه لن يكون في مصلحة رفاهية الطفل للقيام بذلك».

## الهوية الجندرية والتعبير عنها
فيما يتعلق بالأشخاص المتحولين جنسيا، أفادت اللجنة الوطنية الكينية لحقوق الإنسان الحكومية في أبريل 2012،
يعاني الأشخاص المتحولون جنسيا في كينيا من وصمة العار والتمييز ولا يستطيعون الوصول إلى جراحة إعادة تحديد الجنس. وأشارت شاهدة أدلت بشهادتها في لجنة التحقيق إلى أنها خضعت لجميع عمليات إعادة تحديد الجنس، لكن مستشفى كينياتا الوطني رفض العملية ولم يقدم أي أسباب للانخفاض. لم تنجح محاولاتها لمناشدة الممارسين الطبيين في كينيا ومجلس أطباء الأسنان. دون السماح باستكمال العلاج، يعاني الأشخاص المتحولون جنسياً من مشاكل الهوية لأنهم بيولوجيًا من الذكور أو الإناث، ومع ذلك فإنهم يقدمون أنفسهم في أحد الجنسين حسب طريقة ارتداء الملابس أو تعبيرات الشخصية أو من خلال أدوار أخرى محددة اجتماعيًا. عند إلقاء القبض عليهم، تواجه الشرطة في كثير من الأحيان صعوبات فيما يتعلق بالزنزانة (للرجال أو الإناث) التي تحتجز الأفراد المتحولين جنسيا. عندما يكونون في مناطق الترفيه، فهم يخشون استخدام الحمامات المخصصة لأي من الجنسين خشية أن يقبض عليهم أشخاص آخرون ويتهمون أو يخطئون في استخدام الحمامات في الجرائم الجنسية. شهد شاهد أنه في بعض الأحيان يجتمعون مع شركاء مغايرين يطلبون إقامة علاقات جنسية معهم. عندما يكتشفون أنهم ليسوا من الإناث أو الذكور (حسب جنس شريك الجنس)، فإنهم يصرخون ويجذبون أفراد الجمهور إلى غرفة الفندق مما يسبب إزعاجًا جماعيًا ووصمة عار وإحراجًا للشخص المتحول جنسياً.

يواجه المتحولون جنسيا وصمة العار والتمييز والعنف في كينيا. ينتشر التمييز بشكل خاص، وكذلك العنف الجنسي. هذا هو في مجالات الاعتراف بالجنس الثالث من قبل الحكومة، والوصول إلى العدالة، والعمالة وغيرها من مجالات الحياة العامة.
«منظمة المتحولين جنسيا للتعليم والدعاية» (بالإنجليزية: Transgender Education and Advocacy)‏ هي «منظمة لحقوق الإنسان تعمل من أجل إنهاء انتهاكات حقوق الإنسان ضد المتحولين جنسيا. أنشئت في ديسمبر 2008، تهدف المنظمة إلى تغيير العقلية العامة تجاه المتحولين جنسيا من خلال حملات التوعية والدعوة للإصلاحات القانونية والسياسية [،] وتمكين المتحولين جنسيا».

## حقوق ثنائيي الجنس
يواجه الأشخاص ثنائيو جنس وصمة العار والتمييز والعنف في كينيا، بما في ذلك التشويه والتدخلات الطبية غير المتوافقة، وصعوبات في الحصول على الوثائق.

## الضغوط الدولية على كينيا لتشريع النشاط الجنسي المثلي

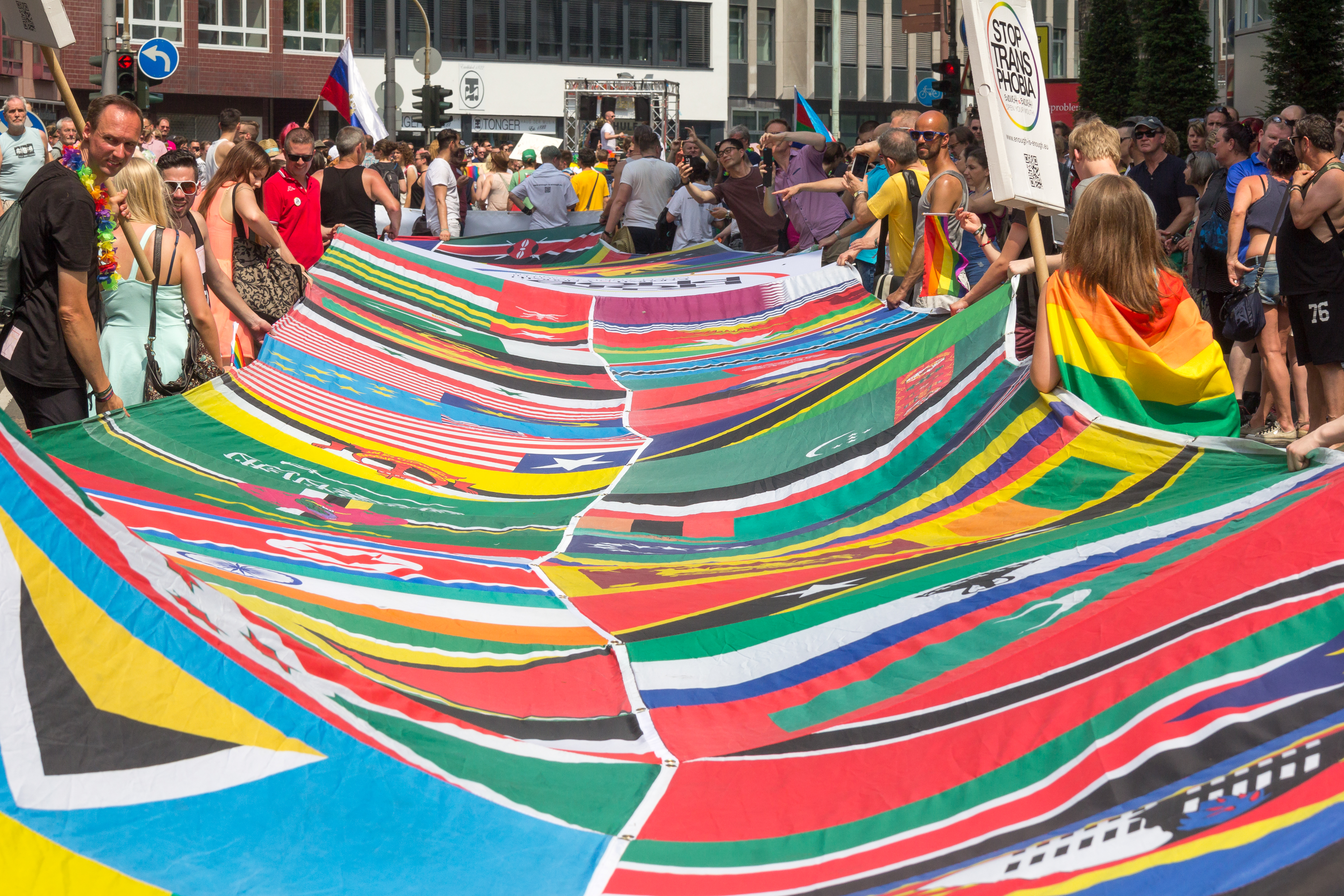
نشطاء المثليين في فخر كولونيا يحملون لافتة تحمل أعلام 72 دولة حيث المثلية الجنسية غير قانونية

### التقارير والتوصيات الواردة في العهد الدولي الخاص بالحقوق المدنية والسياسية
أصبحت كينيا دولة طرف في العهد الدولي الخاص بالحقوق المدنية والسياسية بتاريخ 1 مايو 1972. وبموجب المادة 40 من العهد، استعرضت لجنة الأمم المتحدة لحقوق الإنسان وقدمت توصيات يوم 24 مارس 2005 بشأن التقرير الدوري الثاني لكينيا المتأخر 18 عامًا. وحث مجلس حقوق الإنسان كينيا على إلغاء المادة 162 من قانون العقوبات التي تجرم المثلية الجنسية. في 19 أغسطس 2010، ردت كينيا رسميًا على هذه التوصية:
قد لا تلغي كينيا تجريم العلاقات الجنسية المثلية في هذه المرحلة، حيث تعتبر هذه الأفعال من التابوهات والجرائم ضد نظام الطبيعة البغيض للقيم والأخلاق الثقافية. في الواقع قدم الجمهور عروضاً ساحقة أمام لجنة الخبراء [حول المراجعة الدستورية] ضد إدراج الحقوق الجنسية ذاتها بموجب الدستور الجديد. ومع ذلك، يجب التأكيد على أن الحكومة لا تميز ضد أي شخص في تقديم الخدمات. لا يُطلب من أي شخص بموجب القانون إعلان توجههم الجنسي تحت أي ظرف من الظروف.

تحدثت كينيا عن هذه القضايا أكثر في مايو 2012.
لا تتخذ كينيا حاليًا أي تدابير لإلغاء تجريم العلاقات الجنسية. يعارض الرأي العام بشدة تقنين الاتحادات المثلية. ينص الدستور بموجب المادة 45 (2) على أن للشخص الحق في الزواج من شخص من الجنس الآخر، بناءً على الموافقة الحرة لكلا الطرفين. ومع ذلك، بموجب المادة 27 (4) من الدستور، فإن الأسباب المحظورة لعدم التمييز ليست محدودة، وبالتالي يتيح المجال للأفراد للمطالبة بانتهاك حقوقهم بسبب توجههم الجنسي، في حالة كونهم التمييز ضدهم بشكل مباشر أو غير مباشر من قبل الدولة أو غيرهم من الأفراد. ... إلى أن يتغير هذا الرأي العام، حاولت الحكومة منح بعض الحماية للأشخاص المثليين والمثليات ومزدوجي التوجه الجنسي والمتحولين جنسيا.

### الاستعراض الدوري الشامل
أكملت لجنة الأمم المتحدة لحقوق الإنسان الاستعراض الدوري الشامل لحالة حقوق الإنسان في كينيا في مايو 2010. أثناء المراجعة، ذكرت كينيا:
فيما يتعلق بالعلاقات الجنسية المثلية، كان هناك تعصب خطير بسبب المعتقدات الثقافية والمعارضة الشديدة لإلغاء تجريم هذه العلاقات، كما لوحظ خلال عملية مراجعة الدستور. ومع ذلك، فإن الحكومة لا تدعم التمييز في الحصول على الخدمات.
تم تقديم التوصيات التالية إلى كينيا (الدولة التي قدمت التوصية مدرجة بين قوسين):
اتخاذ خطوات ملموسة لتوفير الحماية والمعاملة المتساوية للمثليين والمثليات ومزدوجي التوجه الجنسي والمتحولين جنسيا (هولندا)؛
إلغاء تجريم النشاط المثلي بين البالغين المتراضين (الجمهورية التشيكية)؛
إلغاء جميع الأحكام التشريعية التي تجرِّم النشاط الجنسي بين البالغين المتراضين (الولايات المتحدة الأمريكية)؛
إلغاء تجريم المثلية الجنسية عن طريق إلغاء الأحكام القانونية التي تعاقب حاليًا العلاقات الجنسية بين الأفراد المثليين المتوافقين، والاشتراك في إعلان الجمعية العامة الصادر في ديسمبر 2008 بشأن التوجه الجنسي وحقوق الإنسان (فرنسا)
ورداً على ذلك، أشارت كينيا في 6 مايو 2010 إلى أن الاتحادات المثلية غير مقبولة ثقافياً في كينيا. بشكل أكثر تحديداً، قال جيفري كيبارا، وزير العدل والشؤون الدستورية بوزارة العدل والتماسك الوطني والشؤون الدستورية، باسم الوفد الكيني:
نود أن يذكر على النحو التالي. أولاً، كان هناك تعصب خطير للعلاقات الجنسية المثلية في البلاد بسبب المعتقدات الثقافية. في الواقع، تعتبر هذه العلاقات من التابوهات في كينيا. الطريقة الوحيدة التي نرى بها أن يتم قبولها ستكون على المدى الطويل إذا كانت هناك تغييرات ثقافية. ولكن في الوقت الحالي، هناك معارضة شديدة لإلغاء تجريم العلاقات الجنسية المثلية. في الواقع، خلال عملية وضع الدستور، تم تلقي وجهات نظر عامة حول هذا الموضوع وكانت موجهة بشكل كبير نحو استمرار التجريم الحالي للعلاقات المثلية. لكننا نريد أيضًا أن نعلن أننا كحكومة، لا ندعم التمييز ضد الأشخاص الذين يمارسون العلاقات المثلية. التمييز سواء فيما يتعلق بالحصول على الخدمات محظور صراحة، ولا سيما فيما يتعلق بالحصول على مرافق الوقاية والدعم من فيروس نقص المناعة البشرية/الإيدز. يحظر قانون مكافحة فيروس نقص المناعة البشرية والإيدز لعام 2006 صراحة أي تمييز ضد العلاقات الجنسية المثلية أو الأشخاص بسبب توجههم الجنسي.

### الضغط من وزارة الخارجية الأمريكية
وجد تقرير حقوق الإنسان الصادر عن وزارة الخارجية الأمريكية عام 2011 أن «التمييز الاجتماعي على أساس التوجه الجنسي كان على نطاق واسع [في عام 2011] وأسفرت عن فقدان العمل وفرص التعليم. حدث العنف ضد المجتمع المثليين أيضا، ولا سيما في المناطق الريفية وبين أفادت جماعات [منظمة غير حكومية] أن الشرطة تدخلت لوقف الهجمات لكنها لم تكن متعاطفة بشكل عام مع الأفراد أو شواغل مجتمع المثليين».
في 26 يونيو 2012، عقدت سفارة الولايات المتحدة في نيروبي ما كان يُعتقد أنه أول حدث فخر للمثليين في كينيا. قال أحد مسؤولي الشؤون العامة بالسفارة: «لقد أوضحت حكومة الولايات المتحدة من جانبها أن النهوض بحقوق الإنسان للأفراد المثليين والمثليات ومزدوجي التوجه الجنسي والمتحولين جنسياً هو أمر أساسي في سياساتنا المتعلقة بحقوق الإنسان حول العالم وتحقيق أهداف سياستنا الخارجية». عقدت أحداث مماثلة في سفارات الولايات المتحدة الأخرى في جميع أنحاء العالم.

## الرأي العام وظروف الحياة

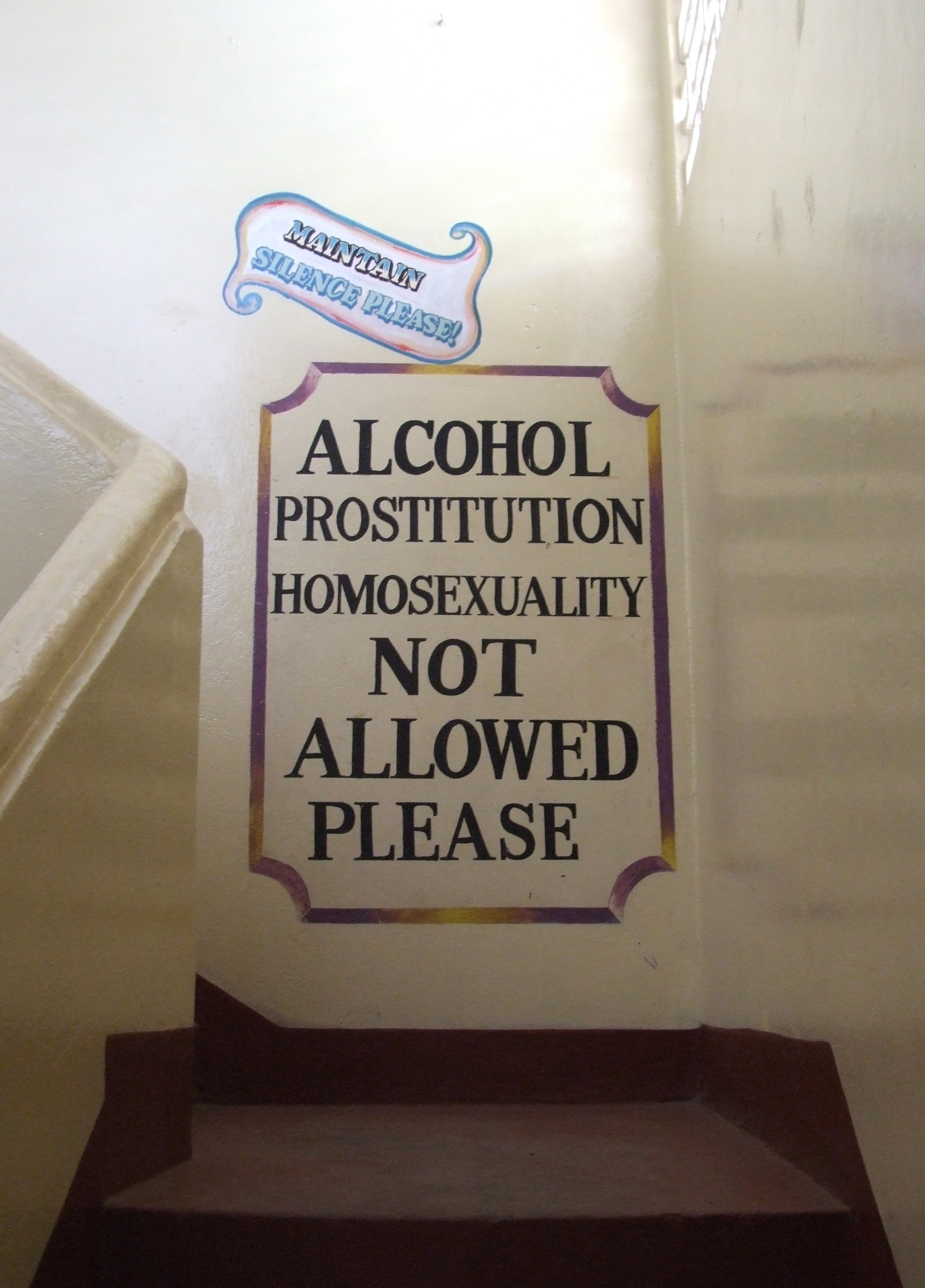
قواعد لدار ضيافة في الساحل الشرقي

وفقًا لاستطلاع لمركز بيو للأبحاث لعام 2007، يعتقد 96% من السكان الكينيين أن المثلية الجنسية طريقة للحياة لا يجب على المجتمع قبولها، وهو خامس أعلى معدل لعدم القبول في 45 دولة شملها الاستطلاع.
نشرت لجنة حقوق الإنسان في كينيا غير الحكومية، في عام 2011، أول ورقة بحثية عن الوضع القانوني والاجتماعي لأفراد مجتمع المثليين في كينيا. من بين الذين أعلنوا عن توجههم الجنسي أو تم الإعلان قسرا عن توجههم الجنسي إلى أفراد أسرهم، أفاد 89% منهم أنهم قد تم طردهم. تم الإبلاغ عن إنهاء خدمة الموظفين أو تعرضهم للعداء والسخرية والإهانة والتمييز عندما أصبح توجههم الجنسي أو هويتهم الجندرية معروفين في مكان العمل.
تلعب القيم الدينية والثقافية التقليدية دورًا كبيرًا في هذه الأرقام. يدين الزعماء داخل الديانات الثلاث في كينيا ، الكاثوليكية ، والأنغليكانية والإسلامية، المثلية الجنسية والتحول الجنسي كعلامات على الانحلال، والمرض، والفساد.
في يونيو 2011، ألقى الشيخ ماجد عبيد، مدير كلية الكيسوني الإسلامية باللوم في التضخم والجفاف على الأشخاص الذين يمارسون الجنس المثلي. قال السكرتير المنظم لمجلس الأئمة والخطباء في كينيا، الشيخ محمد خليفة، «إننا نطلب من الكينيين أن يتجنبوا الشركات المملوكة لهؤلاء الناس وأن نظهر لهم تمييزًا مفتوحًا كوسيلة لإيقاف هذا الفعل الوحشي. إنهم يسيئون بشكل صارخ حقوق الآخرين ولا يجب عليهم يكون مقبولا في المجتمع».
اقتحم حشد من 100 شخص بقيادة الزعماء الدينيين وشيوخ القرى في 23 فبراير 2012 اجتماعًا للمثليين في مركز ليكوني لتمكين الشباب والمكتبات. ثم أمر رئيس شرطة ليكوني أباغارو غويو ضابط المنطقة موسى أوما بإغلاق الاجتماع. ووصف الشيخ أمير زاني من مسجد مزدلفة الندوة بأنها «غير شرعية وغير مهذبة وغير مقبولة». وهدد بـ«حشد المجتمع لجلد المثليين إذا نظموا مثل هذا الاجتماع مرة أخرى». لكن دافيد أوغال، مسؤول مقاطعة وزارة الشباب والرياضة، دافع عن منظمي الندوة واتهم السكان بسوء فهم أهدافهم.
نحن هنا نتعامل مع التعليم الحيوي للغاية للفئات الضعيفة، بما في ذلك ... المثليين .... نحن نقدم تعليم الأقران وفيروس نقص المناعة البشرية/الإيدز للشباب لأنهم أكثر عرضة للإصابة. ... مجتمع المثليين، مثل المجموعات الأخرى، اتصل بنا وطلب أن يتعلم الجنس الآمن. لديهم الحق في ممارسة الجنس الآمن. من خلال القيام بذلك، نحن لا نشجع المثلية الجنسية ولكن ننقل المعرفة. هناك الكثير من التمييز الاجتماعي ووصمة العار حول القضية وعلينا كمجتمع أن نحاربها.

أفادت اللجنة الوطنية الكينية لحقوق الإنسان الحكومية في أبريل 2012 أنه:

يتعرض مجتمع المثليين للتمييز والوصم وتعرضوا للعنف بسبب توجههم الجنسي. في الحالات التي يحتاجون فيها إلى رعاية طبية، فإنهم يعانون من وصمة عار يديمها مقدمو الرعاية الصحية الذين ينتهكون خصوصيتهم وسريتهم من خلال تعريض لتوجههم الجنسي إلى زملائهم الآخرين في المرافق. مقدمو الرعاية الصحية ليسوا ودودين ولا يكادون يفهمون احتياجاتهم للصحة الجنسية والإنجابية. ... يتعرض المثليون جنسياً للمضايقة الجسدية على أيدي أفراد من العامة يسخرون ويهاجمونهم بسبب ممارستهم للعلاقات الجنسية «غير الطبيعية». في حالات الاعتداء على هجوم العامة، غالباً ما تفشل الشرطة في إنقاذهم. عند القبض عليهم، تُخضعهم الشرطة للتفتيش الجسدي ولتفتيش منازلهم غير الضروري بزعم أنها تبحث عن أدلة يمكن أن تربطهم بجرائم أخرى. وتضعهم كمتعاطين للمخدرات، وكمدانين بالسجن سابقا أو أفراد لديهم سجلات عن الجرائم. وكثيراً ما يتعرضون للاعتقال التعسفي، وكثيراً ما يتعرضون للاحتجاز في مراكز الشرطة، ويتعرضون للتعذيب والمضايقة غير الضرورية من قبل الشرطة التي تبتز أموالهم ولا تُفرج عنهم إلا بعد رشوتهم. كما أنهم يعانون من الاعتداء الجنسي من قبل الضباط الذين يعتقلونهم. ... عند اكتشاف هوياتهم، لا يمكن للأفراد من مجتمع المثليين البحث عن عمل أو ممارسة أشكال أخرى من الأعمال - على سبيل المثال، إدارة كشك. في بعض الأحيان، يتعين عليهم الاستمرار في الانتقال إلى مناطق سكنية مختلفة لإخفاء هويتهم. ... علاوة على ذلك، غالباً ما يتم طردهم من منازلهم المستأجرة من قبل الجيران وإدانتهم بسبب توجهاتهم التي يعتبرونها شرا. في الحالات التي لا يتم فيها إخلاء ... لا يُسمح لهم باستخدام المرافق العامة في المجمعات السكنية مثل حمامات السباحة.

ورداً على ذلك، قال بيتر كارانغا، الأمين العام للمجلس الوطني للكنائس في كينيا، في 11 مايو 2012،

إننا نشعر بالقلق من أن الاتجاه الذي سلكه النقاش للاعتراف بالمثلية الجنسية والدعارة التي تتعارض مع المعتقدات الأفريقية ومبادئنا المسيحية. هذه مسألة تستحق المناقشة التأملية في مجتمعنا تقديراً لقيمنا ومعتقداتنا. هذه وجهة نظر مشتركة مع إخواننا وأخواتنا المسلمين. ومع ذلك، لا يعني ضمنا أنه يجب حبس من يمارسونها، فنحن نعتقد أنهم بحاجة إلى المساعدة لتغييرها.

قيل إن يوليوس كالو، أسقف الكنيسة الأنغليكانية في كينيا في مومباسا، قد ذكر في يوليو 2012 أن الحركة التي تسمح بزواج المثليين تشكل تهديدًا أكبر للكنيسة المسيحية من الإرهاب، رغم أن المسيحيين في كينيا تحملوا العديد الهجمات الإرهابية في عام 2012.
ومع ذلك، في 11 أغسطس 2012 أثناء اجتماع مع مجتمع المثليين المسيحيين، أنكر كالو أنه صرح بذلك قائلاً: «لم أكن أنا من قال إن المثليين أسوأ من الإرهابيين. أبدًا. كل شيء يعمل معًا من أجل الخير لمن يحبون الرب وأعترف لك أن هذه المقالة، بغض النظر عن كونها مقيتة وسيئة السمعة، قد ساعدتني في معرفة الكثير عن المثليين، ولهذا السبب ، اتصل بي زملائي الأساقفة في مجموعة الاستماع في المملكة المتحدة ، كندا [،] وأفراد من مجتمع المثليين في كينيا، لذلك، اسمحوا لي أن أخلي عن هذه المسألة، لم أقل أي شيء من هذا القبيل! هذه هي أول مرة لي أرى أو حتى اقابل أشخاصا من مجتمع المثليين وخاصة من كينيا. لأنني كنت أرعى أشخاصا من مجتمع المثليين في الكنيسة الأنغليكانية حتى عندما لا أعرف!» قيل أن مسألة مقتل موريس مغومبا في يوليو 2012 وهو ناشط تنزاني في حقوق المثليين قد أثيرت خلال الاجتماع وقيل إن كالو «بدا مضطربا بشكل واضح وحزينا» من قبل الأخبار. وفقًا للتقرير، «ذكر أن هناك حاجة إلى أن تعيش المجتمعات البشرية في الحب والرعاية [،] والوئام مع بعضها البعض دون الاهتمام بالاختلافات». وأدان مقتل مغومبا باعتباره عملاً «شنيعًا وجبانًا» وأعرب عن رغبته في أنه يومًا ما سيعيش الأشخاص المثليون والمثليات ومزدوجو التوجه الجنسي والمتحولين جنسياً في عالم حر دون «عنف وتمييز».
في عام 2014، حظر مجلس تصنيف الأفلام في كينيا فيلم قصص من حياتنا الذي يتحدث عن المثليين، والذي صنعته مجموعة فنية مقرها نيروبي، من التوزيع أو العرض في كينيا، على أساس أنه «ترويج» للمثلية الجنسية.
في عام 2015، قال مارك كاريوكي، رئيس التحالف الإنجيلي في كينيا والأسقف، إنه يتعين على الرئيس الأمريكي آنذاك "باراك أوباما" أن يترك الحديث عن المثلية في أمريكا "خلال زيارته الرسمية إلى كينيا. وقال أيضًا إنه لا يريد "فتح الأبواب أمام [كينيا] ليتم تدميرها".
كان فيلم رفيكي، وهو فيلم دراما كيني صدر عام 2018 من إخراج وانوري كاهيو فيلما ناجحا عالميا وكان أول فيلم كيني يعرض في مهرجان كان السينمائي. حظره مجلس تضنيف السينما الكيني «نظرا للموضوع المثلي ونية واضحة لتعزيز المثلية الجنسية بين النساء في كينيا يتعارض مع القانون». حذر مكتب كنتاكي فرايد تشيكن من أن أي شخص وجد في حوزته فيلم سينتهك القانون في كينيا، حيث يعاقب على ممارسة الجنس المثلي بالسجن لمدة 14 عامًا. أثار الحظر غضبًا دوليًا من جانب مؤيدي حقوق المثليين.
رفعت المخرجة، وانوري كاهيو، دعوى قضائية ضد الحكومة الكينية، للسماح بعرض الفيلم ليصبح مؤهلاً لتقديمه كاقتراح كينيا لجائزة الأوسكار لأفضل فيلم بلغة أجنبية في حفل توزيع جوائز الأوسكار الحادي والتسعون. في 21 سبتمبر 2018، رفعت المحكمة العليا الكينية الحظر المفروض على الفيلم، مما سمح بعرضه في البلاد لمدة سبعة أيام، وبالتالي تلبية متطلبات الأهلية. بعد رفع الحظر، تم عرض الفيلم على جمهور في سينما في نيروبي. على الرغم من رفع الحظر، لم يتم اختياره كتقديم من كينيا في فئة أفلام اللغات الأجنبية، مع إرسال فيلم «سوبا مودويتم» بدلا من ذلك.

### آراء المسؤولين الحكوميين
في نوفمبر 2010، قال رئيس الوزراء الكيني رايلا أودينغا إن العلاقات المثلية كانت «غير طبيعية» وأنه «إذا تم العثور على المثليين يجب أن يتم القبض عليهم ونقلهم إلى السلطات المختصة». وأكد أنه «ليست هناك حاجة للعلاقات المثلية» لأن الإحصاء الأخير أظهر أن عدد النساء أكثر من الرجال. وقال إنه كان «من الجنون أن يقع رجل في حب رجل آخر بينما كان هناك الكثير من النساء» وأنه «ليست هناك حاجة لأن تشارك النساء في المثلية الجنسية حتى يتمكنن من إنجاب الأطفال». بعد أيام، نفى أودينغا أن يأمر بالقبض على الشركاء المثليين، قائلاً إنه يعني فقط أن زواج المثليين غير شرعي في كينيا.
في نوفمبر 2010، أعلن مفوض السجون، أشعيا أوسوغو، عن خطة للمراقبة التليفزيونية المغلقة في السجون الكينية للحد من ممارسة الجنس بين السجناء الرجال.
قال رئيس المحكمة العليا الكينية، ويلي مونيوكي موتونغا، في حفل وضع حجر الأساس ل«فيدا أوغندا» في كمبالا في 8 سبتمبر 2011،

الحدود الأخرى للتهميش هي حركة حقوق المثليين. حقوق المثليين هي حقوق الإنسان. أنا هنا فقط أقصر بياني على سياق نموذج حقوق الإنسان والعدالة الاجتماعية، وتجنب الخلاف الموجود في الدساتير والتشريعات المختلفة. على حد علمي، فإن مبادئ حقوق الإنسان التي نعمل عليها، لا تسمح لنا بتنفيذ حقوق الإنسان بشكل انتقائي. نحتاج إلى توضيح بشأن هذه القضية داخل حركة حقوق الإنسان في شرق أفريقيا، إذا أردنا مواجهة التحديات التي تقودها قوى سياسية ودينية قوية في وسطنا. أجد الحجج التي قدمها بعض نشطاء حقوق الإنسان لدينا، ما يسمى «الحجج الأخلاقية»، ببساطة مبررات لاستخدام مبادئ حقوق الإنسان بشكل انتهازي وانتقائي.

عندما زار الرئيس الأمريكي السابق باراك أوباما كينيا في يوليو 2015، دحض الرئيس الكيني أوهورو كينياتا موقف أوباما بشأن الحقوق المتساوية للجميع، بما في ذلك التوجه الجنسي، بالقول إن حقوق المثليين ليست قضية ولا تتفق مع الثقافة الكينية.
في أبريل 2018، قال الرئيس الكيني أوهورو كينياتا إن حقوق المثليين «غير مقبولة» و «ليست ذات أهمية لشعب جمهورية كينيا». وأضاف أيضًا أن قضية حقوق المثليين في كينيا ليست «قضية حقوق إنسان» بل «قضية مجتمع وثقافة [كينيا]».

### المنظمات
في مارس 2019، قضى 3 قضاة من أصل 5 قضاة في محكمة الاستئناف أن الحكومة لا يمكنها استخدام قوانين الحقبة الاستعمارية التي تجرم النشاط الجنسي للمثليين لمنع لجنة حقوق المثليين والمثليات الوطنية في كينيا من التسجيل كمنظمة غير ربحية ورفضت الطعن بعد أن رفض مجلس تنسيق المنظمات غير الحكومية التابع للحكومة طلب التسجيل باعتباره مؤسسة خيرية على أساس أنه كان من أجل المثليين والمثليات. لا يزال بإمكان الحكومة استئناف القرار في المحكمة العليا.

## ملخص
| قانونية النشاط الجنسي المثلي                                                                  | (العقوبة: السجن لمدة تصل إلى 7 سنوات) |
| المساواة في السن القانوني للنشاط الجنسي                                                       | No                                    |
| قوانين مكافحة التمييز في التوظيف                                                              | No                                    |
| قوانين مكافحة التمييز في توفير السلع والخدمات                                                 | No                                    |
| قوانين مكافحة التمييز في جميع المجالات الأخرى (تتضمن التمييز غير المباشر، خطاب الكراهية)      | No                                    |
| قوانين مكافحة أشكال التمييز المعنية بالهوية الجندرية                                          | No                                    |
| زواج المثليين                                                                                 | (حظر دستوري منذ عام 2010)             |
| الاعتراف القانوني بالعلاقات المثلية                                                           | No                                    |
| تبني أحد الشريكين للطفل البيولوجي للشريك الآخر                                                | No                                    |
| التبني المشترك للأزواج المثليين                                                               | No                                    |
| يسمح للمثليين والمثليات ومزدوجي التوجه الجنسي والمتحولين جنسيا بالخدمة علناً في القوات المسلحة | No                                    |
| الحق بتغيير الجنس القانوني                                                                    | No                                    |
| علاج التحويل محظور على القاصرين                                                               | No                                    |
| الحصول على أطفال أنابيب للمثليات                                                              | No                                    |
| الأمومة التلقائية للطفل بعد الولادة                                                           | No                                    |
| تأجير الأرحام التجاري للأزواج المثليين من الذكور                                              | (غير قانوني للأزواج المغايرين كذلك)   |
| السماح للرجال الذين مارسوا الجنس الشرجي التبرع بالدم                                          | No                                    |